# Polypropylenová vlákna

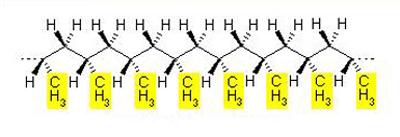
Izotaktický polypropylen

Polypropyleny (mezinárodní zkratka PP) jsou výrobky z polymerů nebo kopolymerů propylenu.

## Historie
Za vynálezce polypropylenu je považován Ital Natta, který ho vyvinul v roce 1954 polymerizací  alfa-alkenů a styrenů za pomoci speciálního katalyzátoru vynalezeného Němcem Zieglerem. (Natta a Ziegler byli za svoji práci vyznamenáni v roce 1963 Nobelovou cenou). Průmyslová výroba polypropylenu začala v roce 1957, s prvním textilním PP vláknem přišla na trh italská firma Chimiche v letech 1958-60 pod označením Meraklon.
V 21. století se ve světě z celkového množství polypropylenu produkuje asi 20 %  pro textilní účely. Ve 2. dekádě dosáhla výroba vláken cca 6 milionů tun, ze kterých bylo v roce 2020 (v milionech tun) 2,0 filamentů, 1,4 stříže a (v roce 2013) 2,6 fóliové příze.

## Výroba vláken
Polypropyleny jsou částečně krystalické plasty, které se získávají za pomoci katalyzátorů polymerizací propenu. Ze tří známých variant se k výrobě textilních vláken hodí jen izotaktické polymery, které mají naprosto stejnoměrnou molekulární strukturu (jak je vpravo nahoře znázorněna). Výchozí surovina k výrobě jsou odpady vzniklé při zpracování ropy, polypropylen je proto levnější než ostatní syntetické materiály.
Polymerizovaná hmota se z taví při teplotě do 200 °C z granulátu, který obsahuje vedle polypropylenu 10-70 % aditiv („masterbatch“), od jejichž množství jsou do značné míry závislé vlastnosti vlákna. Výrobní proces probíhá kontinuálně, zpravidla od extruze granulátu až po navíjení hotové příze, s modifiikacemi výrobní linky v závislosti na požadované formě a vlastnostech vlákna.

## Vlastnosti
Polypropylen je nejlehčí ze všech textilních vláken (0,91 g/cm³), vlákno je odolné proti chemikáliím, má velmi dobrou pevnost v oděru, minimální navlhavost, nízký sklon k nabíjení statickou elektřinou a ke žmolkování. V omaku se PP vlákna neliší od ovčí vlny.
K nevýhodám patří nízká schopnost zotavení po deformaci, malá odolnost proti účinkům světla a vyšších teplot.
V odborné literatuře se udávají následující formy PP vlákna:
| Forma vlákna                       | Zvlákňování (odv.rychlost m/min.)        | Jemnost (dtex)                       | Pevnost (cN/tex) | Zpracování                      | Příklady použití                             |
| ---------------------------------- | ---------------------------------------- | ------------------------------------ | ---------------- | ------------------------------- | -------------------------------------------- |
| Multifilament část. dloužený (POY) | 1500-3000                                | (stand.vl.)= 2-5 (mikrovl.)=0,35-1,0 | 15-30            | tkaní, pletení                  | sport. oděvy                                 |
| Multifilament plně dloužený (FOY)  | textil.vl.=3000-4500 techn.vl.=2500-3000 | 0,8-2,0 5-10                         | 30-50 50-73      | tkaní, splétání                 | podklad koberců, pásy, lana                  |
| Monofilament                       | >300                                     | <185                                 | >44              | tkaní, splétáni                 | tranp. pásy, filtry, lana                    |
| Příze tvarované pěchováním (BCF)   | 1500-3800                                | 1,7-2,4                              | 8-30             | všívání                         | koberce                                      |
| Stříž                              | kontinuální= >300 dvoustupňové=1800      | 0,8-400                              | 13-60            | tkaní, pletení, kompozity       | sport. oděvy, nábyt. potahy, tech. textilie  |
| Fóliové pásky                      | 420-550                                  | 33-3300                              | >35              | skaní, tkaní, pletení, splétání | nábyt. potahy, tech. textilie, efektní příze |

Spunbond je technologie, kterou se ze zvlákňovaného polypropylenu bez přerušení zhotovuje rouno k výrobě netkaných tetilií. Podrobnosti o výrobě a vlastnostech jsou popsány ve stejnojmenném článku WIKIPEDIE. 

## Použití
PP-vlákna různých forem se často používají ve směsi s jinými umělými i přírodními vlákny:
- nejméně polovina surovin na netkané textilie jsou PP vlákna (geotextilie, umělý trávník, vlákenná rouna jako podklad na nejrůznější laminované produkty)
- podkladové tkaniny a vlasové příze na tkané a všívané koberce
- žíně na kartáčnické výrobky
- pletené sportovní oděvy, dětské prádlo, jemné ponožky[5]
- Vláknové kompozity[8]

## Galerie polypropylenových vláken

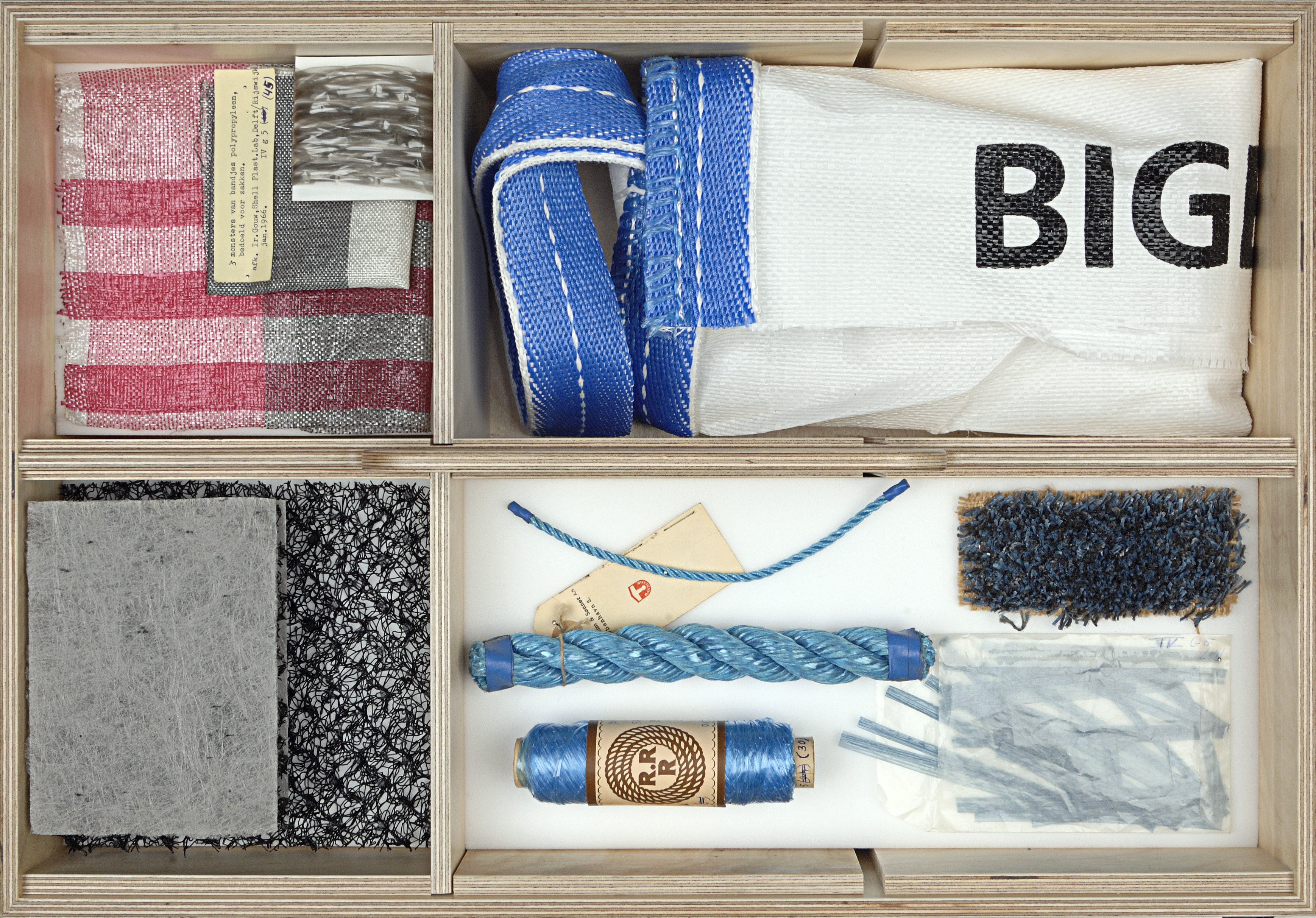
Vzorky textilií z polypropylenu (Textilní muzeum v nizozemském Tilburgu)
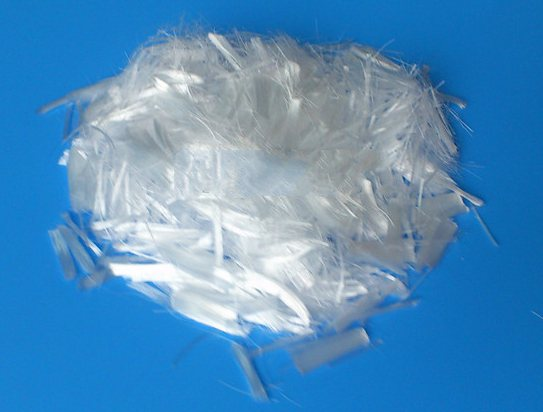
Polypropylenová stříž na vláknový beton
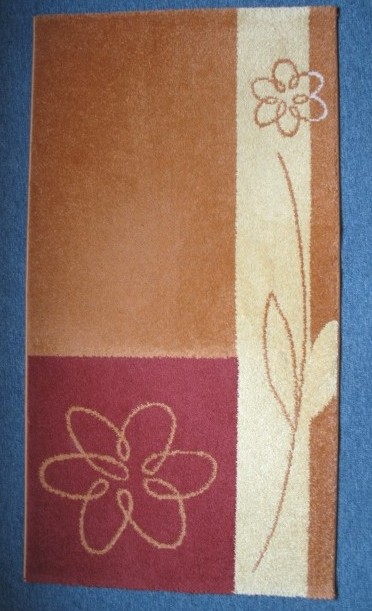
Koberec z polypropylenové BCF příze
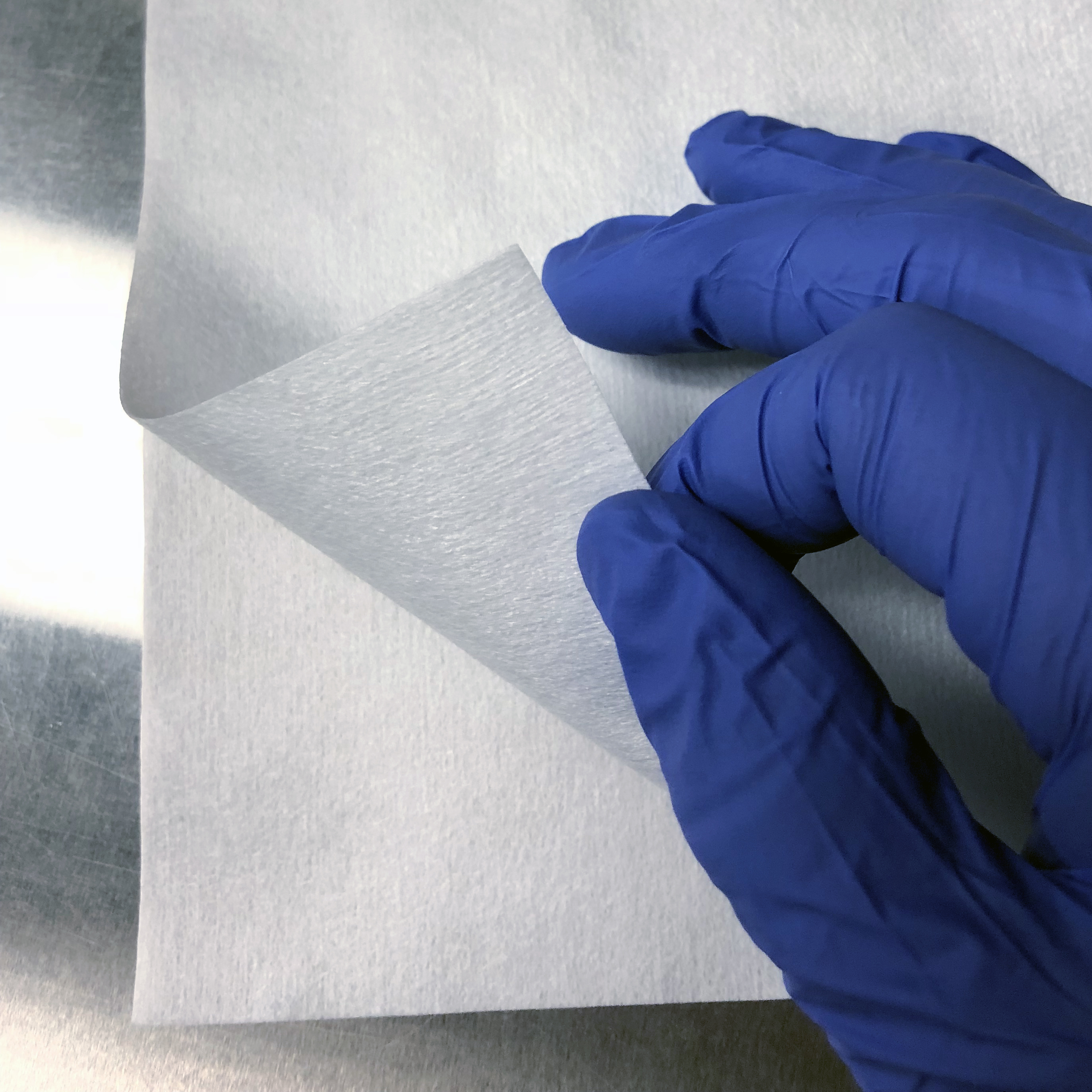
Utěrky z PP-vláken zpracovaných technologií spunbond-meltblown-spunbond
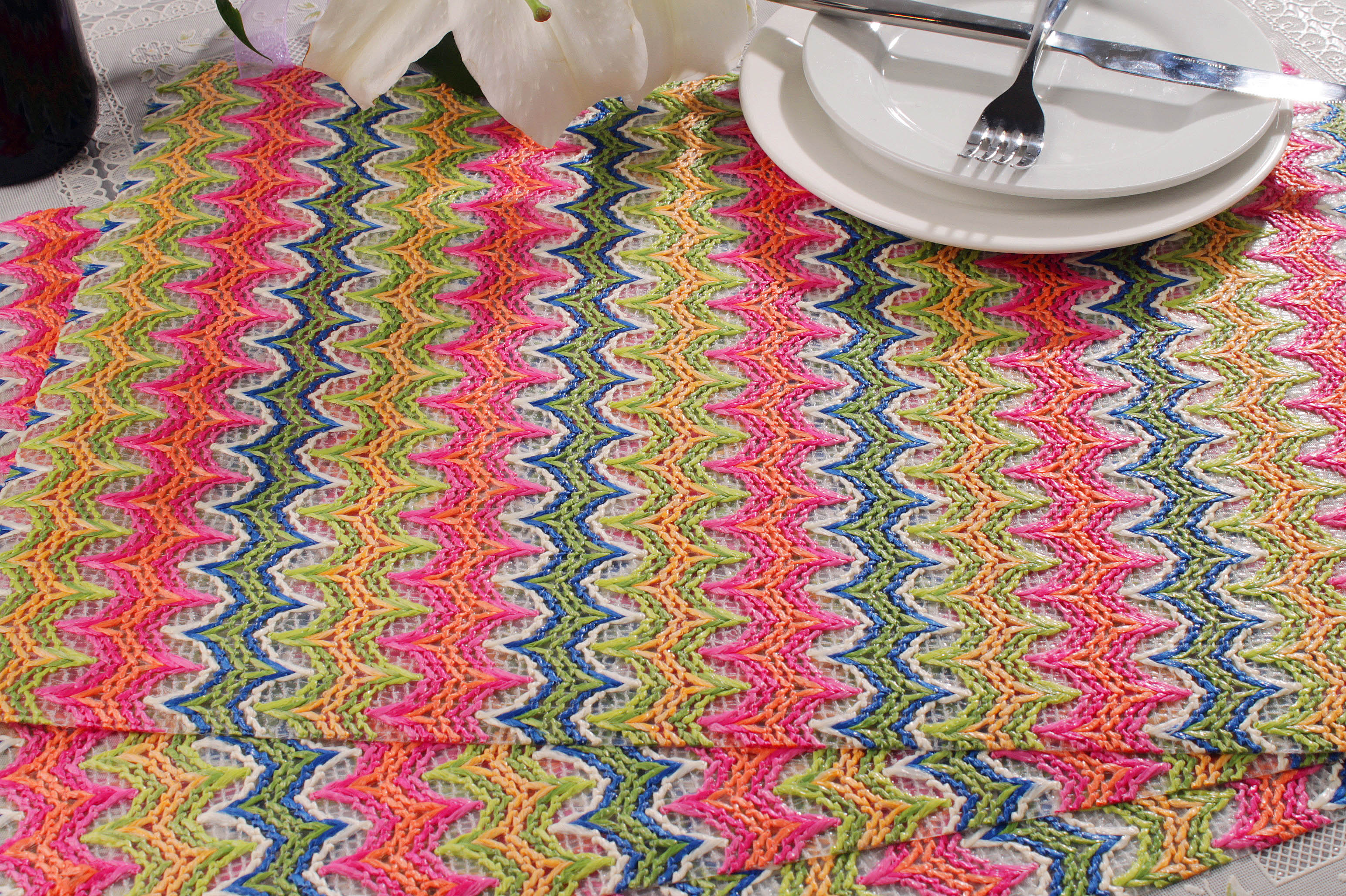
Pletený rafiový vzor z PP-příze (imitace příze z listů palmy rafie)